# Euastrum oblongum
Euastrum oblongum là một loài Song tinh tảo trong họ Desmidiaceae, thuộc chi Euastrum.